# Giresta och Gesta
Giresta och Gesta är en bebyggelse sydväst om Stallarholmen i Toresunds socken i Strängnäs kommun. Från 2015 avgränsar SCB här en småort.